# Conary
Conary è un gestore pacchetti open source di seconda generazione, attualmente utilizzato dalle distribuzione GNU/Linux Foresight Linux e da RPath Linux.

## Caratteristiche
Conary si focalizza nell'installazione dei pacchetti attraverso programmi che eseguono una risoluzione automatica delle dipendenze quando analizzano i programmi presenti nei repository online. Supporta anche la funzione di rollback.
Tra i suoi creatori ci sono alcuni autori del formato RPM, essi affermano che Conary è stato creato per superare i limiti dei precedenti gestori di pacchetti per Linux.

## Funzionamento
Aggiorna soltanto quei file specifici all'interno dei pacchetti che necessitano di essere aggiornati; questa modalità minimizza la necessità di ampiezza di banda ed il tempo richiesto per aggiornare i pacchetti software.

Questo comportamento di Conary differisce da quello di altre soluzioni di gestione dei pacchetti, come ad esempio i formati di pacchetto .rpm (di Red Hat Linux, Mandriva Linux e SUSE Linux) e .deb (di Debian), che devono scaricare l'intero pacchetto che deve essere aggiornato, altra peculiarità di Conary è quella non avere il sources.list, Conary infatti ricorda da quale repository viene installato il pacchetto, esso è legato al suo repository e verrà aggiornato solo da esso, evitando i conflitti che capitano in situazioni analoghe con altri gestori di pacchetti.